# سونغ لين يونغ
سونغ لين يونغ (بالصينية: 宋連勇) هو لاعب كرة قدم صيني، ولد في 7 مايو 1965 في تيانجين في الصين. شارك مع منتخب الصين لكرة القدم ومنتخب هونغ كونغ لكرة القدم. أما مع النوادي، فقد لعب مع نادي تيانجين تيدا ونادي جنوب الصين.

## وصلات خارجية
- سونغ لين يونغ على موقع الاتحاد الدولي (مؤرشف)  (الإنجليزية)
- سونغ لين يونغ على موقع ناشيونال فوتبول تيمز (الإنجليزية)